# Ярцомбек, Томас
Томас Ярцомбек (нем. Thomas Jarzombek; род. 28 апреля 1973, Дюссельдорф) — немецкий политик, член партии ХДС и депутат бундестага Германии.

## Образование
Ещё во время обучения в Дюссельдорфском университете по специальности «экономика и организация производства», Томас Ярцомбек основал фирму, работающую в области ИТ-технологий и сегодня[когда?] является руководящим собственником фирмы, оказывающей услуги в области информационных технологий «releon GmbH & Co. KG Düsseldorf».

## Политическая карьера
В 1995—2001 годах Томас Ярцомбек был председателем Молодёжного союза округа Дюссельдорф. В 2000—2006 годах был заместителем председателя земли Северный Рейн-Вестфалия. В 2005 году был избран в ландтаг земли Северный Рейн-Вестфалия, где занимал должность уполномоченного фракции ХДС по вопросам новых СМИ.
В 2007 году был избран в правление ХДС земли Северный Рейн-Вестфалия.
В 2008 году принял участие во внутрипартийной борьбе за выдвижение своей кандидатуры на выборы в бундестаг. С 2009 года является депутатом бундестага Германии.
Ярцомбек является членом подкомитета «Новые средства массовой информации» комиссии по исследованию интернета и цифрового сообщества, членом комитета по делам семьи, пожилых людей, женщин и молодёжи, а также комитета по транспорту, строительству и развитию городов. До деятельности в бундестаге он был депутатом ландтага федеральной земли Северный Рейн-Вестфалия, спикером по политическим вопросам и СМИ фракции ХДС ландтага и членом правления ХДС земли Северный Рейн-Вестфалия.